# Giele Botter

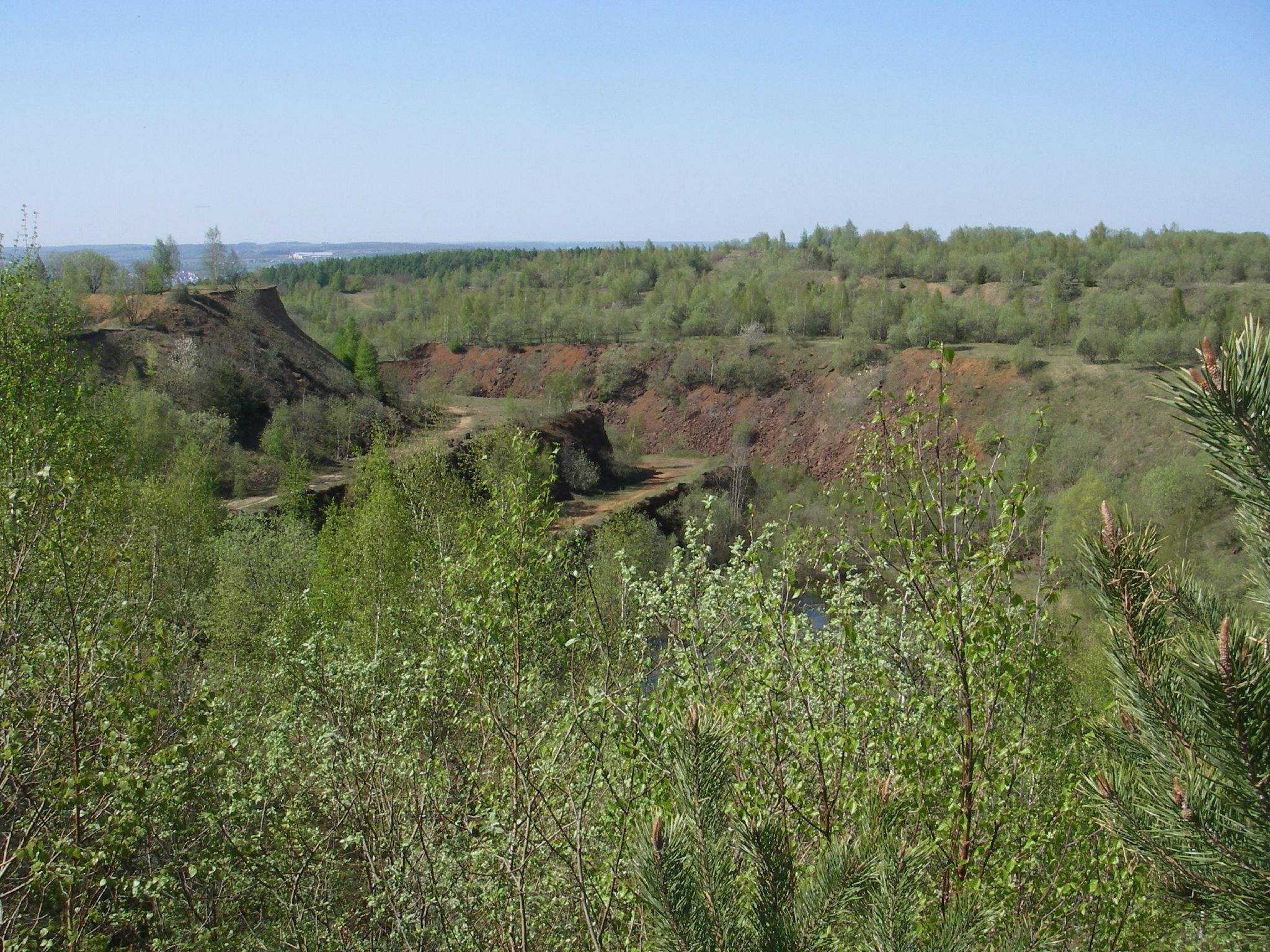
Giele Botter

Der Giele Botter ist ein ehemaliges Tagebaugebiet in Luxemburg, das erst in den 1960er Jahren geschaffen wurde, und in dem bis 1977 Eisenerz, die sog. Minette, abgebaut wurde. Es bietet sich jetzt für ausgedehnte und interessante Spaziergänge an. Eine Vielfalt von Biotopen und Entwicklungsstadien können hier entsprechend der Jahreszeit bewundert werden.

## Allgemeines

### Schutzstatus
Die Giele Botter steht seit dem 20. November 1991, als Teil des Naturschutzgebietes Prenzebierg, unter Schutz.

### Anfahrt
Als Ausgangspunkt zu einem Spaziergang bietet sich der Parkplatz, etwa 1 km von Fond-de-Gras an der Straße nach Niederkorn/Differdange an. Von hier sind es etwa noch 1 km über den Waldweg in nördlicher Richtung. Das Naturschutzgebiet kann man bis nach Pétange durchwandern. Etwa 5 bis 6 km sind es bis zum Bahnhof. In entgegengesetzter Richtung kann man vom Parkplatz am Bahnhof in Pétange am Friedhof entlang in den Wald einbiegen.
In den Sommermonaten kann man an Wochenenden den Spaziergang auch mit einer Dampfbahnfahrt mit dem Train 1900 kombinieren, der zwischen Fond-de-Gras und Pétange Bahnhof verkehrt.

## Sehenswürdigkeiten

### Fond-de-Gras
Fond-de-Gras ist eine stillgelegte Eisenerzumladestation und gehört heute zum kulturellen Inventar Luxemburgs. Die ehemaligen Gleisstrecken und Eisenbahnbauten werden heute von den Museumsbahnen „Train 1900“ und „Minièresbunn“ genutzt. Zu sehen gibt es außerdem eine ehemalige Generatorenhalle aus Hollerich, eine alte Walzstraße sowie einen historischen Krämerladen.

### Titelberg
Auf dem Titelberg sind Ausgrabungsstätten von einer früheren keltisch/römischen Siedlung zu sehen.

## Naturschutzgebiet
Nach der Stilllegung wurde das Gebiet zum Teil sich selbst überlassen, zum Teil als Schuttabladeplatz für Industrieabfälle genutzt. Aber die Tatsache, dass hier durch die Eingriffe eine ganz besondere und vielfältige Vegetation entstand, rief Naturfreunde und Umweltschützer auf den Plan. 1991 wird das Gebiet als réserve naturelle Prënzebierg ausgewiesen.

### Vorkommen

#### Orchideen
19 Orchideenarten kommen vor:
1. Fliegen-Ragwurz (Ophrys insectifera)
2. Bienen-Ragwurz (Ophrys apifera): hier sehr häufig (bis zu 300 Exemplare)
3. Nestwurz (Neottia nidus-avis)
4. Weißes Waldvöglein (Cephalanthera damasonium)
5. Rotes Waldvöglein (Cephalanthera rubra): hier ziemlich selten
6. Großes Zweiblatt (Listera ovata)
7. Breitblättrige Stendelwurz (Epipactis helleborine)
8. Müllers Stendelwurz (Epipactis muelleri)
9. Braunrote Stendelwurz (Epipactis atrorubens): hier besonders häufig
10. Pyramiden-Hundswurz (Anacamptis pyramidalis): hier zahlreich (mehr als 1000 Exemplare)
11. Zweiblättrige Waldhyazinthe (Platanthera bifolia)
12. Grünliche Waldhyazinthe (Platanthera chlorantha)
13. Mücken-Händelwurz (Gymnadenia conopsea)
14. Breitblättriges Knabenkraut (Dactylorhiza majalis)
15. Fuchs’ Knabenkraut (Dactylorhiza fuchsii)
16. Männliches Knabenkraut (Orchis mascula)
17. Helm-Knabenkraut (Orchis militaris)
18. Purpur-Knabenkraut (Orchis purpurea)
19. Übersehenes Knabenkraut (Dactylorhiza praetermissa)

Früher wurden hier gefunden: Kleines Knabenkraut (Orchis morio) und Fleischfarbenes Knabenkraut (Dactylorhiza incarnata)
In der Umgebung (Athus – Pétange – Linger): Violette Stendelwurz (Epipactis purpurata)